# Виљем Тел (драма)
Виљем Тел (нем. Wilhelm Tell) је драма коју је написао Фридрих Шилер 1804. године. Прича се фокусира на легендарног швајцарског стрелца Виљема Тела као дела веће швајцарске борбе за независност од Хабзбуршког царства почетком 14. века. Опера Ђоакина Росинија у четири чина Виљем Тел написана је према француској адаптацији Шилерове драме.

## Композиција
Комад је написао Фридрих Шилер између 1803. и 1804. и објављен је 1804. године у првом издању од 7000 примерака. Од објављивања, Шилеров Вилијам Тел је преведен на многе језике.
Фридрих Шилер никада није био у Швајцарској, али је био добро обавештен, јер је био историчар. Његова супруга Лоте, која је познавала земљу из свог личног искуства, инспирисала га је да напише драму о легендарном швајцарском стрелцу Виљму Телу. Након што се његов пријатељ Јохан Волфганг Гете вратио са свог другог путовања на Луцернско језеро 1779. године, Шилер је почео да прикупља изворе.
Већина Шилерових информација о историји Швајцарске конфедерације је извучена из дела: Chronicon Helveticum Егидијуса Чудија, Историја Швајцарске Конфедерације Јоханеса фон Милера (немачки: Geschichten Schweizerischer Eidgenossenschaft), као и две хронике Петермана Етерлина и Јоханеса Стумпфа.

## Синопсис
Судбоносно непријатељство тиранина Геслера, гувернера швајцарских кантона, и Виљема Тела, опскурног ловца, почиње током олује на Луцернском језеру када се Тел храбри на љутим таласима како би довеслао на сигурно сељака којег прогоне гувернерови коњаници. „Можда се језеро смилује на њега, али гувернер никада“, каже Тел.
Сељаштво све више дели његово мишљење о крвожедном Геслеру док тлачитељ пуни старе затворе, гради велики нови затвор у Алтдорфу за још жртава и поставља капу на стуб испред њега, наређујући да му се сви који прођу морају поклонити или платити смртну казну. Гнев јавности прераста у побуну када Геслер ослепи старог човека због безначајног прекршаја. Тел се држи подаље од побуњеничких већа, али обећава своју помоћ када затреба.
Пријатељ сељака је стари барон од Атингхаузена, али његов нећак и наследник, Улрих од Руденца, фасциниран сјајем Геслеровог двора и љубављу према Берти, гувернеровој штићеници, у савезу је са тиранином. Барон упозорава Улриха да се Берта користи само да би га мамила и да ће слободољубиви људи на крају победити, али младић одлази да се придружи Геслеру. Међутим, док су заједно у лову, Берта открива да ће га волети само ако се придружи борби да ослободи свој народ из Геслеровог стиска.
Тел се спрема да оде у обећану посету свом тасту, вођи побуне, а његова лепа жена, уплашена да га гувернер сматра страшним непријатељем, узалуд га моли да одложи путовање за касније. Тел инсистира да нема чега да се плаши и креће са својим самострелом, у пратњи Валтера, свог сина. Пролазе поред затвора где Тела, који је пропустио да поздрави гувернерову капу, хвата гардиста. Тел изјављује да је његов пропуст да поздрави био превид, а гувернер примећује да је чуо да је Тел мајстор стрељаштва. Валтер се хвали: "Да, господару! Мој отац може да удари јабуку на сто метара!" Геслер каже: "Врло добро, сада ћеш доказати своју вештину. Погоди јабуку на дечаковој глави. Ако промашиш, твоја глава ће платити одштету."
Гледаоци су згрожени. Тел пада на колена молећи Геслера да повуче тако варварску наредбу. Он оголи своје груди, али гувернер се смеје и каже: „Не желим твој живот, већ стрелу — доказ твоје вештине“. Дечак проговара: "Гађај, оче! Не бој се. Обећавам да ћу стајати мирно." Тел вади две стреле из свог тоболца, једну ставља за појас, нишани и шаље другу. Дечак остаје да стоји. Валтер трчи ка оцу, плачући: "Ево јабуке, оче! Знао сам да ме никад нећеш ударити!"
Тел пада на колена да загрли сина, али Геслер није завршио са њим. „Видео сам да стављаш другу стрелу на појас... зашто?" Тел је одговорио: „Да је прва стрела погодила моје дете, друга би прошла кроз твоје срце“.
За овај одговор, Геслер наређује да га вежу и одведу у затвор у Киснахту због претњи; али долази велика олуја која се показује као спас за ловца. Пошто само он може да води чамац кроз олују, његови чувари ослобађају га из окова, а Тел усмерава чамац на избочину, искаче напоље и ногом гура чамац својих отмичара назад у таласе. Сада, каже он једном рибару, планира "дело које ће свима бити у устима!"
У међувремену, Геслерови људи су одвели Берту. Улрих, који је раније осудио свог господара због Теловог искушења и изјавио да би дуже ћутање била издаја његове земље и његовог краља, у потпуности је прешао на страну свог народа. Али он се враћа прекасно; његов стриц је умро уз ову наредбу сељацима: „Пролази дан племића. Нови дан народа је близу... цвет витештва је посечен, али слобода вијори своју освајачку заставу ...
Улрих окупља сељаке и проглашава се за њиховог вођу. Он им наређује да се наоружају и сачекају ватрени знак на планинским врховима, а затим се спусте на тиранина. Међутим, злокобнија фигура у побуни је скривена на врху брда које гледа на пут. Тел, са својим самострелом у руци, чека Геслера, од којег се очекује да стигне. Убрзо се појављује Геслер са својом пратњом. Пут му је запречила Армгарт, сељанка, и њено седморо деце. Она вапи: "Милост, господару! Мој муж лежи у затвору. Моја деца плачу за хлебом. Смилуј се, господару, смилуј се на мене!"
Геслер виче: „Склони се или, богами, ја ћу те прегазити!“ Армгарт баци себе и своју децу пред коње, вичући: „Добро, онда нас прегазите. Геслер виче: "Био сам сувише благ владар према овим људима. Од сада се морам променити. Прогласићу нови закон широм земље. Ја ћу ..."
Реченица никада није завршена; стрела му је пробола тело. Хватајући се за груди, Геслер плаче: „То је дело Вилијама Тела!... Господе, помилуј душу моју!“ Армгарт се радује: "Мртав, мртав! Пада!... Гледајте, децо! Овако умире тиранин!"
Стрела која је убила Геслера пали сигналне ватре револуције, а у зору сељаци и радници руше затворе. У једном налазе Берту; они је спасавају баш у тренутку када је запаљена грађа пала на њу. Ослобођени сељаци, међу којима су Улрих и Берта, сада иду ка Теловом дому уз поклич: "Живео Виљем Тел, наш штит и спаситељ!" Берта, поздрављајући пучане као другове, тражи да буде примљена у њихову Лигу слободе. Њен захтев је услишен и она пружа руку Улриху. Он проглашава: "И од овог тренутка сви моји кметови су слободни!"
Али убрзо долази вест да је Албрехта, цара Аустрије, убио његов рођени нећак Јохан. Једног дана, Телова жена прима посетиоца у њиховој колиби; посетилац је обучен као монах, али Тел га убрзо препознаје као прерушеног Јохана, који бежи од својих потенцијалних заробљеника. Јохан, знајући да је Тел убио Геслера, очекује одобравајуће речи од стрелца, који уместо тога осуђује Јоханов злочин. Ипак, Тел му помаже да побегне, под условом да искупи свој злочин што је пре могуће.

## Историја извођења и утицај
Прво јавно извођење Шилеровог Виљема Тела изведено је у Вајмару под управом Јохана Волфганга Гетеа 17. марта 1804. 1912. до 1914. и поново између 1931. и 1939. Шилеров комад је постављен у Интерлакену. Снимљен је у немачкој и енглеској верзији 1934. године, у обе верзије су глумили исти главни глумци (Конрад Вејт је био Геслер). Од 1947, комад се изводи сваке године у Интерлакену. 2004. Шилерова представа је први пут постављена на ливади Рутли (нем. Rütliwiese), поводом њене 200. годишњице. Од 1938. такође се изводи сваког викенда Празника рада у Њу Гларусу, у Висконсину на енглеском, а донедавно и на немачком.
Ликови из представе се користе у националном шпилу карата Мађарске и Аустрије и познати су као карте са узорком Тел. Шпил је рођен око 1835. године у време пре Мађарске револуције 1848. године, када су се будили револуционарни покрети широм Европе. Асови приказују четири годишња доба. Ове карте су се прошириле широм Аустро-Угарске и данас су најчешће карте у том делу света. Ликови приказани на Оберсима и Унтерсима су: Херман Геслер, Валтер Фурст, Рудолф Харас и Виљем Тел.
Дуго се веровало да су карте измишљене у Бечу у радионици за сликање карата Фердинанда Пјатника, међутим 1974. године први шпил је пронађен у једној енглеској приватној колекцији, а на њој је приказано име проналазача и творца шпила као Јожеф Шнајдер, мајстор карата у Пешти, а датум настанка 1837. Да није изабрао швајцарске ликове из Шилерове драме, да је изабрао мађарске хероје или борце за слободу, његов шпил карата никада не би дошао у дистрибуцију, због тешке цензуре тадашње владе. Иако су ликови на картама Швајцарци, ове карте су непознате у Швајцарској.
Хосе Ризал, познати филипински револуционарни националиста и писац, превео је драму на свој матерњи тагалог језик 1886. године, црпећи велики део своје књижевне и политичке инспирације из Шилера и његових дела. Током 19. века, Виљем Тел је инспирисао многе борце за слободу, на пример у Италији и Руском царству.
Иако је Шилерова драма често постављана током нацистичког режима, забрањена је за јавно извођење 1941. Адолф Хитлер, који је само за длаку избегао покушај убиства од стране младог Швајцарца Мориса Бавоа (којег је Ролф Хоххут касније назвао „новим Виљемом Телом“), наводно је јавно изјавио да жали што је Фридрих Шилер овековечио швајцарског снајперисту.

## Филмске адаптације
Представа је била предмет различитих филмских адаптација, посебно француског филма Виљем Тел (филм из 1903.), немачко-швајцарског историјског филма Виљем Тел (филм из 1934.), италијанског филма Виљем Тел (филм из 1949.) и верзија на енглеском језику Виљем Тел (филм из 2024.).